# Liste des gouverneurs généraux d'Australie
Cette table présente les différents gouverneurs généraux d'Australie depuis l'indépendance du pays :
| Rang | Date d'accession à la fonction | Durée du mandat                        | Portrait | Nom                       | Titre                                          | Dates       |
| ---- | ------------------------------ | -------------------------------------- | -------- | ------------------------- | ---------------------------------------------- | ----------- |
| 01   | 1er janvier 1901               | Deux ans et une semaine                |          | John Adrian Louis Hope    | 7e comte de Hopetoun 1er marquis de Linlithgow | 1860 - 1908 |
| 02   | 9 janvier 1903                 | Un an et une semaine                   |          | Hallam Tennyson           | 2e baron Tennyson                              | 1852 - 1928 |
| 03   | 21 janvier 1904                | Quatre ans, sept mois, deux semaines   |          | Henry Northcote           | 1er baron Northcote                            | 1846 - 1911 |
| 04   | 9 septembre 1908               | Deux ans, dix mois, trois semaines     |          | William Ward              | 2e comte de Dudley                             | 1867 - 1932 |
| 05   | 31 juillet 1911                | Deux ans, dix mois, deux semaines      |          | Thomas Denman             | 3e baron Denman                                | 1874 - 1954 |
| 06   | 18 mai 1914                    | Six ans, quatre mois, deux semaines    |          | Ronald Munro-Ferguson     | 1er vicomte Novar                              | 1860 - 1934 |
| 07   | 6 octobre 1920                 | Cinq ans                               |          | Henry Forster             | 1er baron Forster                              | 1866 - 1936 |
| 08   | 8 octobre 1925                 | Cinq ans, trois mois, deux semaines    |          | John Lawrence Baird       | 1er vicomte Stonehaven                         | 1874 - 1941 |
| 09   | 22 janvier 1931                | Cinq ans                               |          | Sir Isaac Isaacs          | —                                              | 1855 - 1948 |
| 10   | 23 janvier 1936                | Neuf ans, une semaine                  |          | Alexander Hore-Ruthven    | 1er comte Gowrie                               | 1872 - 1955 |
| 11   | 30 janvier 1945                | Deux ans, un mois, une semaine         |          | Henry William Albert      | 1er comte d'Ulster 1er duc de Gloucester       | 1900 - 1974 |
| 12   | 11 mars 1947                   | Six ans, un mois, trois semaines       |          | Sir William John McKell   | —                                              | 1891 - 1985 |
| 13   | 8 mai 1953                     | Six ans, huit mois, trois semaines     |          | William Slim              | 1er vicomte Slim                               | 1891 - 1970 |
| 14   | 2 février 1960                 | Un an et six mois                      |          | William Shepherd Morrison | 1er vicomte Dunrossil                          | 1893 - 1961 |
| 15   | 3 août 1961                    | Trois ans et neuf mois                 |          | William Philip Sidney     | 1er vicomte de L'Isle                          | 1909 - 1991 |
| 16   | 7 mai 1965                     | Trois ans, onze mois, trois semaines   |          | Richard Casey             | 1er baron Casey                                | 1890 - 1976 |
| 17   | 30 avril 1969                  | Cinq ans, deux mois, une semaine       |          | Sir Paul Hasluck          | —                                              | 1905 - 1993 |
| 18   | 11 juillet 1974                | Trois ans, quatre mois, trois semaines |          | Sir John Kerr             | —                                              | 1914 - 1991 |
| 19   | 8 décembre 1977                | Quatre ans, sept mois, trois semaines  |          | Sir Zelman Cowen          | —                                              | 1919 - 2011 |
| 20   | 29 juillet 1982                | Six ans, six mois, deux semaines       |          | Sir Ninian Stephen        | —                                              | 1923 - 2017 |
| 21   | 16 février 1989                | Sept ans                               |          | William Hayden            | —                                              | 1933 - 2023 |
| 22   | 16 février 1996                | Cinq ans, quatre mois, une semaine     |          | Sir William Deane         | —                                              | 1931 - —    |
| 23   | 29 juin 2001                   | Deux ans, un mois, une semaine         |          | Peter Hollingworth        | —                                              | 1935 - —    |
| 24   | 11 août 2003                   | Cinq ans et trois semaines             |          | Michael Jeffery           | —                                              | 1937 - 2020 |
| 25   | 5 septembre 2008               | Cinq ans, six mois, trois semaines     |          | Dame Quentin Bryce        | —                                              | 1942 - —    |
| 26   | 28 mars 2014                   | Cinq ans et trois mois                 |          | Sir Peter Cosgrove        | —                                              | 1947 - —    |
| 27   | 1er juillet 2019               | Cinq ans                               |          | David Hurley              | —                                              | 1953 - —    |
| 28   | 1er juillet 2024               | En cours                               |          | Sam Mostyn                | —                                              | 1965 - —    |